# 샌튼

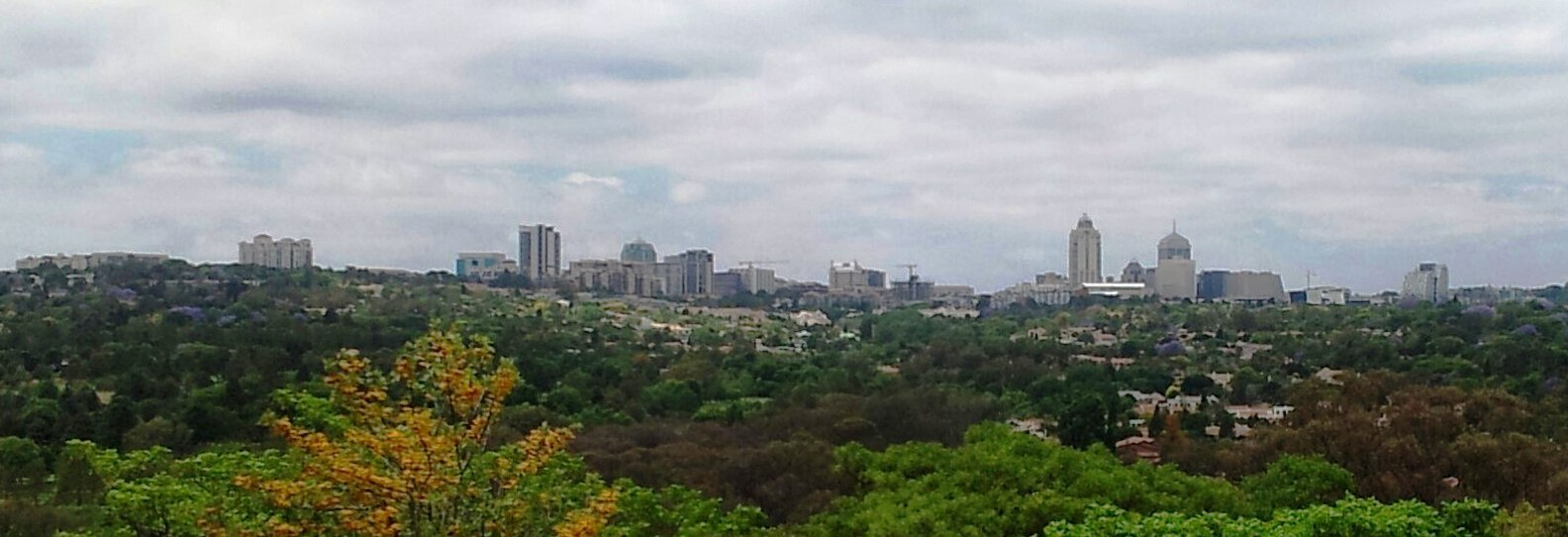
샌튼의 스카이라인

샌튼(Sandton)은 남아프리카 공화국 하우텡주에 위치하는 지역이다. 이 지역의 이름은 2곳의 교외 지역 Sandown과 Bryanston의 이름을 합쳐 만들어진 것이다.